# طرخشقون مطاطي
طرخشقون مطاطي (الاسم العلمي:Taraxacum kok-saghyz) هو نوع من النباتات يتبع جنس الطرخشقون من الفصيلة النجمية.